# ノー・マーシィ/非情の愛
『ノー・マーシィ/非情の愛』（No Mercy）は、1986年制作のアメリカ映画。手錠で繋がれて逃走する、刑事と麻薬組織の情婦の愛を描くサスペンス。

## ストーリー
ある麻薬組織を追っていたシカゴの刑事エディは、売人は逮捕したものの麻薬を押収することはできなかった。
売人から殺し屋を探している男がニューオーリンズからやって来ると聞いたエディたちは、自分たちが殺し屋のふりをして、その男と会う計画を立てる。男は絶世の美女ミシェルを連れていたが、それぞれを別々にすることにしたエディだったが、男と一緒にいたところを襲撃され、彼を殺されてしまう。
エディはボスの情婦であるミシェルを詰問するが、ミシェルは何も吐かなかった。やがて相棒のジョーを組織に殺害されたエディは、ミシェルを自分の手と手錠で繋ぎ、証人として組織の本拠地ニューオリンズから連れ出す。
組織の追っ手から逃げるうち、妻に逃げられたエディと13歳で母に組織へ売られたミシェルは次第に愛し合うようになる。

## キャスト
| 役名                 | 俳優                    | 日本語吹替                            |
| 役名                 | 俳優                    | テレビ朝日版                          |
| -------------------- | ----------------------- | ------------------------------------- |
| エディ・ジレット     | リチャード・ギア        | 安原義人                              |
| ミシェル・デュバル   | キム・ベイシンガー      | 小山茉美                              |
| ロサド               | ジェローン・クラッベ    | 若本規夫                              |
| ステムコウスキー     | ジョージ・ズンザ        | 池田勝                                |
| ジョー・コリンズ     | ゲイリー・バサラバ      | 玄田哲章                              |
| アラン・デュビュヌー | ウィリアム・アザートン  | 小川真司                              |
| ポール・デュビュヌー | テリー・キニー          | 納谷六朗                              |
| ホール警部補         | ブルース・マッギル      | 郷里大輔                              |
| アングレス・ライアン | レイ・シャーキー        | 江原正士                              |
| アリス・コリンズ     | マリタ・ジェラーティ    | 榊原良子                              |
| カーラ               | アレッタ・ミッチェル    | 勝生真沙子                            |
| サンディ巡査部長     | チャールズ・S・ダットン | 広瀬正志                              |
| その他               |                         | 竹口安芸子 中田和宏 笹岡繁蔵 石井敏郎 |
|                      |                         |                                       |
| 演出                 |                         | 左近允洋                              |
| 翻訳                 |                         | 額田やえ子                            |
| 調整                 |                         | 飯塚秀保                              |
| 効果                 |                         | PAG                                   |
| 選曲                 |                         | 東上別符精                            |
| 制作                 |                         | グロービジョン                        |
| 初回放送             |                         | 1990年1月21日 『日曜洋画劇場』        |